# Condado de Borden
El condado de Borden es uno de los 254 condados del estado estadounidense de Texas. La sede del condado es Gail, al igual que su mayor ciudad. El condado posee un área de 2.347 km² (los cuales 19 km² están cubiertos por agua), la población de 729 habitantes, y la densidad de población es de 0,3 hab/km² (según censo nacional de 2000). Este condado fue fundado en 1876.